# Чирянка-крихітка чорношия
Чирянка-крихітка чорношия (Nettapus pulchellus) − вид водоплавних птахів родини качкових (Anatidae). Поширений в Австралії та Новій Гвінеї.

## Поширення
Вмд населяє південну половину Нової Гвінеї та північну частину Австралії. Найзахідніше місце, де було зареєстровано вид, знаходиться біля Горонтало на Сулавесі. Кілька птахів також спостерігалися на острові Серам і в південних Малуку (точніше на острові Буру). Птах рідко заходить у внутрішні частини австралійського континенту і віддає перевагу північно-східному узбережжю.

## Опис
Довжина тіла близько 30—36 см. Маса тіла самців 300—430 г, самиць — 245—340 г; розмах крил 48—60 см. Існує статевий диморфізм, що проявляється відмінностями в оперенні голови. У самця під оком є біла пляма, яка трохи розширюється до спини. Верх голови покритий коричневим пір'ям, на маківці вони поперечно-смугасті зелені. У самки верх голови повністю коричневий, а боки голови і горло вкриті білим пір'ям. Вся шия набуває блискучого зеленуватого кольору, також зі слідами блакитних переливів. Спина, плечі та покриви крил мають аналогічний колір. На крилах чисте біле дзеркало. Нижня частина шиї, верхня частина грудей і боки тіла вкриті білим пір'ям, прикрашеним коричневими серповидними смугами. Решта нижньої сторони тіла біла. Підхвістя чорне.